# Kostrzyn (województwo mazowieckie)
Kostrzyn dawniej też Kostrzyń – wieś w Polsce położona w województwie mazowieckim, w powiecie białobrzeskim, w gminie Wyśmierzyce. Powstała w środku Puszczy Pilickiej granicząc z dobrami Ulów, Długie, Ratoszyn, Grzmiąca.
| SIMC    | Nazwa    | Rodzaj    |
| ------- | -------- | --------- |
| 0642000 | Zielonka | część wsi |

Prywatna wieś szlachecka, położona była w drugiej połowie XVI wieku w powiecie radomskim województwa sandomierskiego. W latach 1954–1968 wieś należała i była siedzibą władz gromady Kostrzyń, po jej zniesieniu w gromadzie Jabłonna. W latach 1975–1998 miejscowość administracyjnie należała do województwa radomskiego.
Od 1924 r. Kostrzyn jest siedzibą rzymskokatolickiej parafii św. Stanisława.